# Paraglomerales
Paraglomerales é um grupo de fungos micorrízicos exclusivamente hipógeos (subterrâneos) que raramente produzem vesículas e que se reproduzem por meio de esporos não pigmentados.